# Báhoň
Báhoň (hongrois : Báhony) est un village de Slovaquie situé dans la région de Bratislava.

## Histoire
Première mention écrite du village en 1244.

## Démographie

### Évolution de la population
| Année:               | 1994. | 2004.   | 2014.   | 2024.   |
| -------------------- | ----- | ------- | ------- | ------- |
| Nombre de personnes: | 1479  | 1615    | 1748    | 1812    |
| Différence:          |       | +9,19 % | +8,23 % | +3,66 % |

| Année:               | 2023. | 2024.   |
| -------------------- | ----- | ------- |
| Nombre de personnes: | 1833  | 1812    |
| Différence:          |       | -1,14 % |